# Norbert Jokl
Norbert Jokl (25. února 1877 Bzenec – po 6. květnu 1942) byl rakouský albanolog a knihovník. Je považován za jednoho ze zakladatelů albanologie.

## Život
Norbert Jokl pocházel z židovské kupecké rodiny. Po absolvování střední školy studoval práva ve Vídni. V roce 1901 získal doktorát summa cum laude. V roce 1903 vstoupil do vídeňské univerzitní knihovny a začal studovat lingvistiku (indoevropská, slovanská a romanistika) pod vedením Paula Kretschmera, Vatroslava Jagiće a Wilhelma Meyera-Lübkeho. V roce 1907 se začal autodidakticky učit tehdy málo studovaný albánský jazyk. Od té doby tomu zasvětil svůj život.
V roce 1912 byl Jokl jmenován soukromým lektorem „indoevropské lingvistiky se zvláštním důrazem na albánštinu, baltské a slovanské jazyky“. V roce 1913 získal v tomto předmětu venia legendi, po němž v roce 1923 následovala mimořádná univerzitní profesura. V životopise, který si Jokl napsal, když se ucházel o soukromý lektorát, napsal: "Jsem židovského vyznání. Můj rodný jazyk a národnost je němčina." Vedl oddělení pro všeobecnou, indoevropskou a ugrofinskou lingvistiku v univerzitní knihovně ve Vídni a byl také zodpovědný za veškerou slovanskou, baltskou a albánskou filologii v knihovně. V roce 1937 poprvé cestoval do Albánie, kde byl oceněn za zásluhy o albánský jazyk. Jokl napsal 67 akademických prací a přednesl 42 přednášek.
Po obsazení Rakouska nacistickým Německem byl Jokl v roce 1938 odvolán z funkce a odešel do důchodu. Jeho pokusy najít nové živobytí v zahraničí, zejména v USA, byly neúspěšné. Po anexi Albánie Itálií v roce 1939 se italský albánský učenec Carlo Tagliavini pokusil zorganizovat přesun Jokla a jeho akademické knihovny do Albánie. Italské ministerstvo školství nabídlo Joklovi pozici „organizátora albánských knihoven“ s ročním platem 600 zlatých franků, ale plán selhal, protože Joklovi bylo odepřeno povolení opustit zemi.
Dne 2. března 1942 byl Jokl zatčen gestapem ve svém bytě a odvezen do sběrného tábora ve Vídni-Leopoldstadtu. Deportační seznamy z Dokumentačního archivu rakouského odboje ukazují, že Jokl byl 6. května 1942 transportován do vyhlazovacího tábora Malý Trostinec a zemřel buď na cestě tam, nebo v táboře.
Jokl odkázal svou albánskou knihovnu a svůj majetek státu Albánie. Navzdory tomu Viktor Christian (1885–1963), děkan Filosofické fakulty Vídeňské univerzity, a Paul Heigl, ředitel Národní knihovny, soupeřili s úřady o zajištění těchto fondů, které byly pro „říšskoněmecké bádání“ mimořádně cenné. Heigl byl úspěšnější a knihovna a pozůstalost byly v roce 1942 "propůjčeny" Národní knihovně. V roce 1946 si Rakouská národní knihovna ponechala fondy s odůvodněním, že Jokl nezanechal žádné způsobilé příbuzné. Z původních více než 3000 knih je dnes identifikovatelných pouze kolem 200. Joklovo celoživotní dílo, edice Etymologického slovníku albánštiny Gustava Meyera s ručně psanými doplňky, nebylo nikdy nalezeno.

## Dílo (výběr)
- Studien zur albanischen Etymologie und Wortbildung. Hölder, Wien 1911.
- A(lessander) Brückner: Slavisch-Litauisch. ---: Albanisch. Strassburg 1917.
- Das Finnisch-Ugrische als Erkenntnisquelle für die ältere indisch-germanische Sprachgeschichte (Festschrift für Baudouin de Courtenay, 1921).
- Voks albanesische Liedersammlung mit sprachwissenschaftlich-sachlichen Erläuterungen versehen, 1921.
- Linguistisch-kulturhistorische Untersuchungen aus dem Bereiche des Albanesischen. De Gruyter, Berlin (u. a.) 1923.
- Albaner, Sprache (Reallexikon der Vorgeschichte, hrsg. von M. Ebert, 1924).
- Südslavische Wortstratographie und albanische Lehnwortkunde. Makedonskija Naučen Inst., Sofija 1933. S. 119–146.
- Zur Ortsnamenkunde Albaniens. In: Zeitschrift für Ortsnamenforschung, 10, 2. Oldenbourg, München (u. a.) 1934. S. 181–206.
- Zur Lehre von den alb.-griech. Teilgleichungen. In: Revue internationale des études balkaniques, 1. Inst. balkanique, Beograd 1934, S. 46–64.
- Zu den lateinischen Elementen des albanischen Wortschatzes. In: Glotta, Bd. 25, 1/2. Vandenhoeck & Ruprecht, Göttingen 1936. S. 121–134.
- Balkanlateinische Untersuchungen. In: Revue internationale des études balkaniques, 3. Inst. balkanique, Beograd 1936, S. 44–82.
- Sprachliche Beiträge zur Paläo-Ethnologie der Balkanhalbinsel. (Zur Frage der ältesten griechisch-albanischen Beziehungen.) Aus dem Nachlaß hrsg. v. Oskar E. Pfeiffer. Mit einem Vorw. v. Georg R. Solta. Österr. Akad. d. Wiss. Phil. -hist. Kl. Schriften d. Balkankommission. Linguistische Abt., 29. Wien 1984.